# Fluorite
La fluorite, chiamata anche fluorina o spatofluore, è un minerale molto comune composto da fluoruro di calcio. È il più importante dei minerali fluorurati.

## Storia
Il nome fluorite ha due possibili derivazioni:
- dal latino fluere, che significa scorrere, per il basso punto di fusione e il suo utilizzo come fondente in metallurgia[4];
- dai minatori inglesi del Medioevo che la chiamavano fiore di minerale per la sua bellezza.

Da essa deriva il nome del fluoro e del fenomeno della fluorescenza.
Era già utilizzata dagli Egizi per costruire statue, dai Cinesi per vari oggetti, nell'antica Grecia come pietra preziosa e dai Romani per la costruzione di vasi multicolori: la fluorite è infatti nota per le stupende colorazioni dei cristalli e la perfetta sfaldatura. Le sue proprietà chimiche vennero indagate e divulgate per la prima volta da Carl Scheele nel 1771.

## Abito cristallino
La fluorite forma spesso cristalli euedrali perfetti e grossi, di habitus generalmente cubico; frequente la geminazione secondo {111} di due individui compenetranti; ha una perfetta sfaldatura ottaedrica. Forma talvolta piccole particelle distinte, disperse in una matrice. Forma talvolta masse granulari, tessitura comune osservata in graniti ed altre rocce ignee.
La struttura è descrivibile come un reticolo cubico a facce centrate di ioni Ca2+, con tutte le cavità tetraedriche occupate da ioni F−. Il fluoro viene così ad avere una coordinazione 4 tetraedrica, il calcio con una coordinazione 8 cubica.

## Origine e giacitura
In natura, spesso come matrice di giacimenti metalliferi, la fluorite si trova solitamente nei filoni idrotermali di temperatura media ed alta, dove è associata a solfuri di piombo, argento e zinco, e barite più quarzo. Raramente è associata ad altri minerali nelle pegmatiti. Si trova inoltre in cavità di rocce metamorfiche e magmatiche ricche di silice. Può trovarsi anche in rocce sedimentarie, per deposizione da acque ricche di soluzioni termominerali di origine vulcanica. Infine può formarsi per sublimazione di vapori vulcanici. 

## Forma in cui si presenta in natura

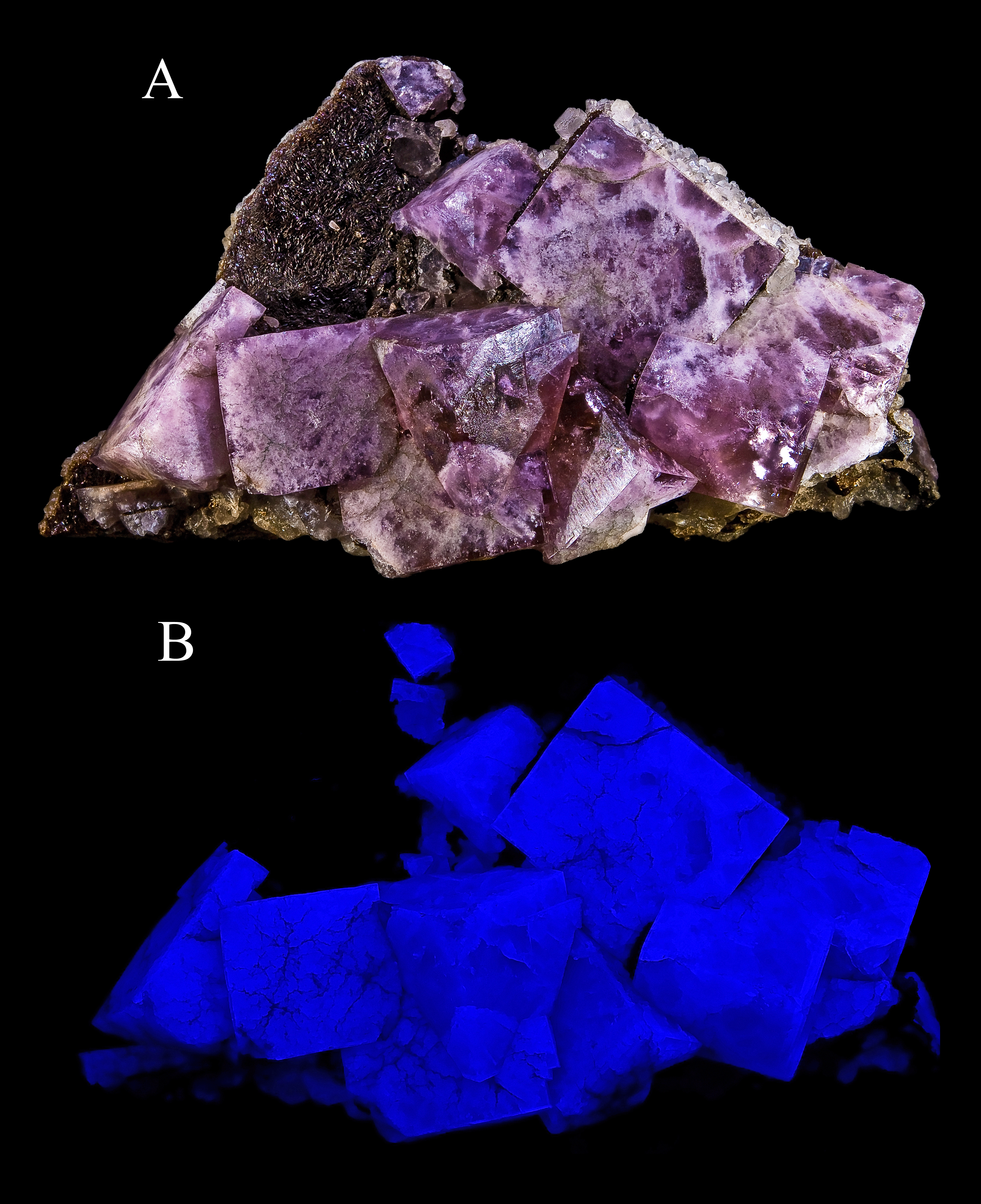
Il fenomeno della fluorescenza nella fluorite

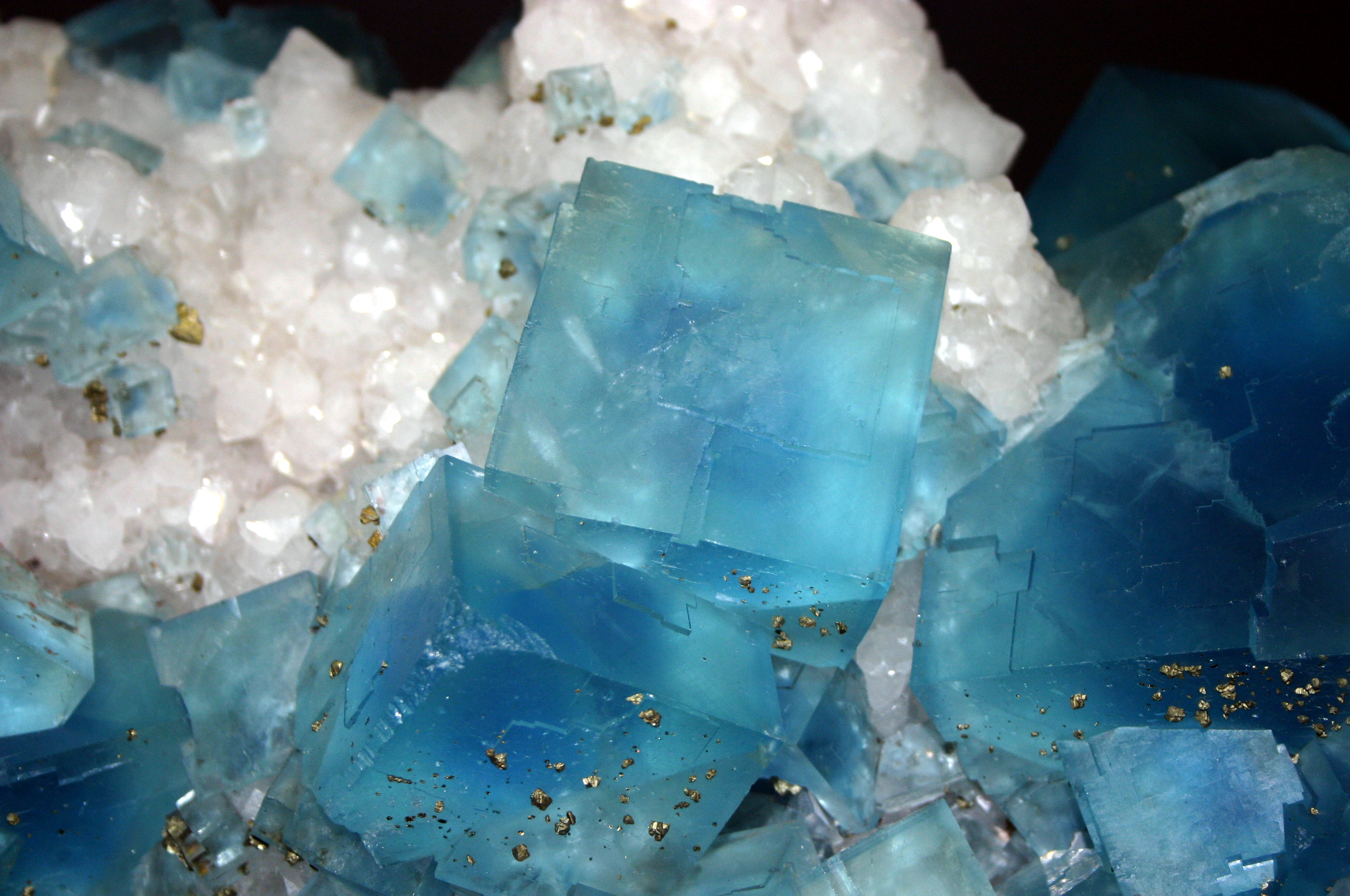
Cristalli di fluorite azzurra (Museo civico di storia naturale di Milano)

Raramente si presenta limpida e incolore; esibisce di solito bellissime colorazioni violette, blu, gialle, verdi, rosa, rosse, talvolta bianche, champagne e marroni.
Alcuni tipi, se esposti ai raggi ultravioletti, presentano un vistoso fenomeno di fluorescenza, fenomeno che proprio dal minerale prende il nome.
Ha un basso indice di rifrazione (1,4338) e isotropia, fonde a 1330 °C, è insolubile in acqua ed è attaccabile dagli acidi minerali.

## Estrazione
Come molti altri minerali, la fluorite non viene estratta dai giacimenti allo stato puro. La separazione dalle rocce inutilizzabili può avvenire con due differenti tecnologie:
- metodo gravimetrico, che permette di ottenere un prodotto poco concentrato adatto agli impieghi nell'industria siderurgica. Gli scarti possono essere smaltiti, senza problemi ambientali, sotto forma di ghiaietto;
- metodo della flottazione con schiuma, che permette di ottenere una concentrazione superiore al 97% ossia un prodotto adatto agli impieghi nell'industria chimica di base (sintesi di {\displaystyle {\ce {HF}}}). Con questo sistema viene utilizzata una grande quantità d'acqua con l'aggiunta di schiumogeni (froth flotation). Gli scarti, sotto forma di fango molto liquido e inquinante, vengono depositati in una discarica per decantare; l'argine della discarica viene innalzato con la sabbia, separata dal fango residuato della lavorazione mineraria mediante centrifugazione, in un apparecchio detto «ciclone». I limi più fini vengono depositati nel bacino di decantazione.

## Usi
A una concentrazione del 97-98%, ottenuta mediante flottazione, la fluorite è la materia prima per produrre l'acido fluoridrico, da cui si ottiene il fluoro e tutti i composti fluorurati.
La fluorite è utilizzata in metallurgia come fondente, ad esempio nel processo di produzione dell'alluminio. 
Deve possedere un basso contenuto in zolfo (inferiore allo 0,3%) e in rame. Il suo valore commerciale è stimato in base al tenore di fluoruro di calcio diminuito dalla presenza di silice.
Nell'industria ceramica e del vetro è richiesto un titolo non inferiore al 95%; deve essere limitata la presenza di alcune impurezze e di metalli che formano composti colorati.
In ottica i cristalli, per il loro basso indice di rifrazione, si utilizzano per la fabbricazione di particolari lenti e prismi. Il minerale di particolare pregio è utilizzato per la produzione di oggetti ornamentali.

## Località di ritrovamento
La fluorite è assai diffusa; importanti giacimenti si trovano in varie località in Italia, Svizzera, Brasile, Norvegia, Canada, Gran Bretagna, Germania, USA, Francia, Spagna, Russia, Messico, Marocco, Madagascar, Namibia, Bulgaria. 
In Italia si trovano diverse riserve di fluorite a Corvara in Val di Pennes (Bolzano), a Dossena in Valle Brembana (Bergamo), Valle Imagna (Bergamo), Val Trompia (Brescia e Trento), Alpi Bergamasche e Bresciane, Veneto, Sardegna, Sicilia, Toscana meridionale, Trentino orientale e Lazio settentrionale.

## Varietà
- L'ittrocerite è una varietà di fluorite ricca di ittrio e cerio.
- L'antozonite è una varietà di fluorite che una volta frantumata libera fluoro in molecola biatomica.[9]

## Galleria d'immagini

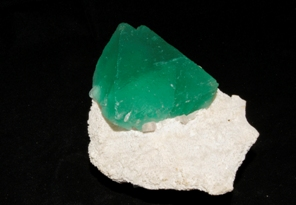
Cristallo di fluorite verde cinabro su matrice bianca. Dimensioni: 12 × 11 × 8 cm.
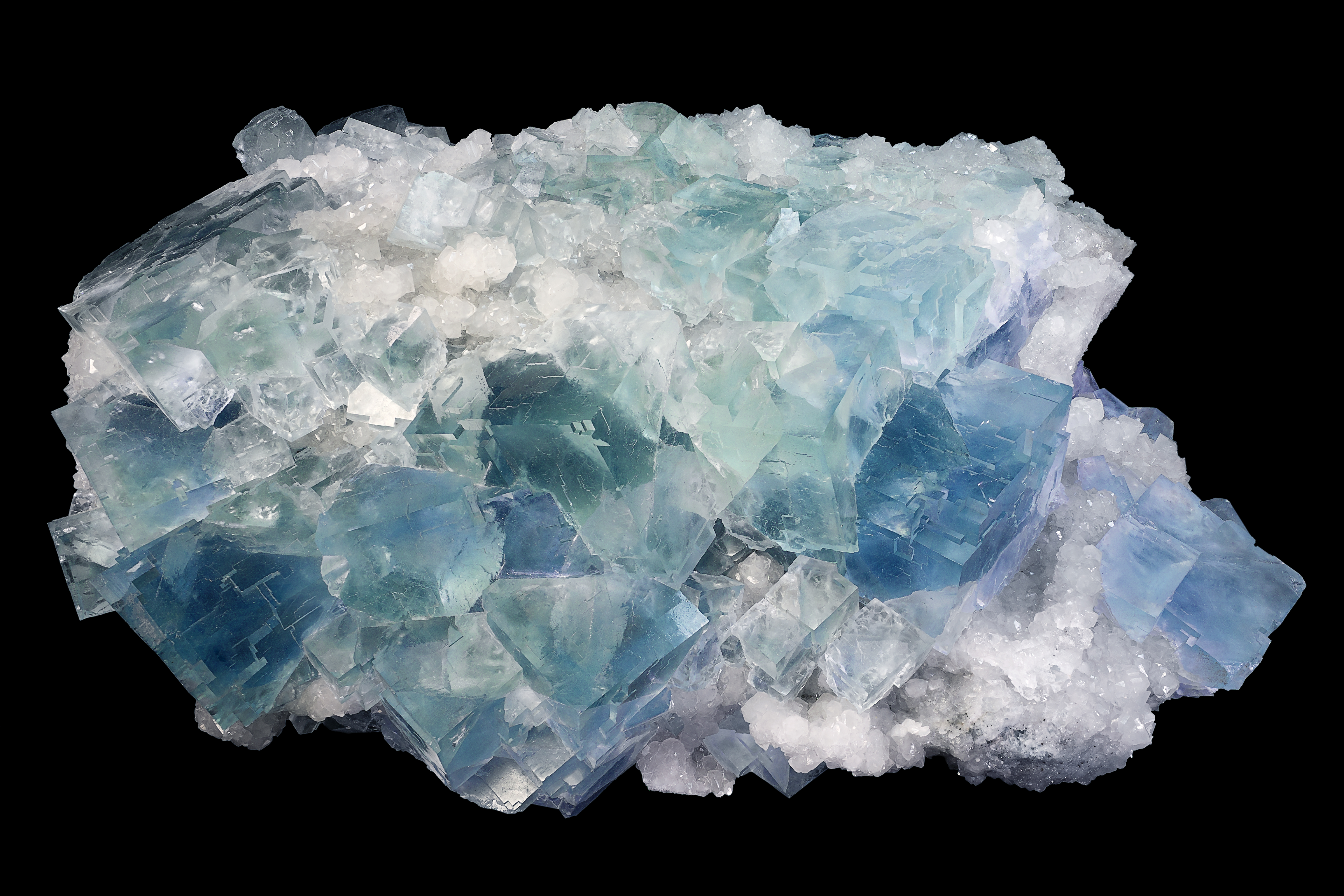
Cristalli di fluorite verde-azzurra con quarzo. Dimensioni: 40 × 27 × 14 cm.
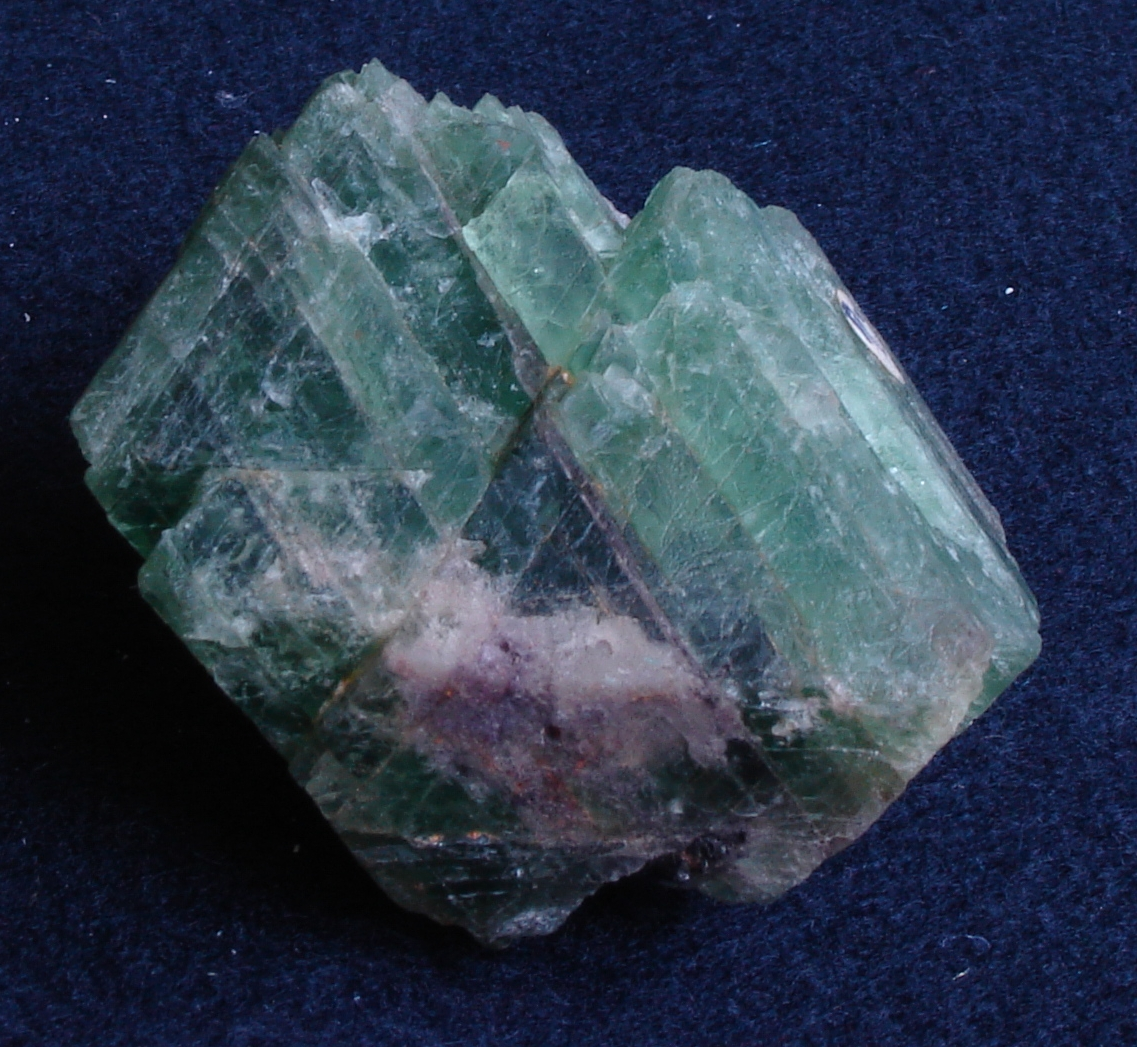
Cristallo di fluorite verde con evidenti sfaldature. Dimensioni: 4 × 3 cm.
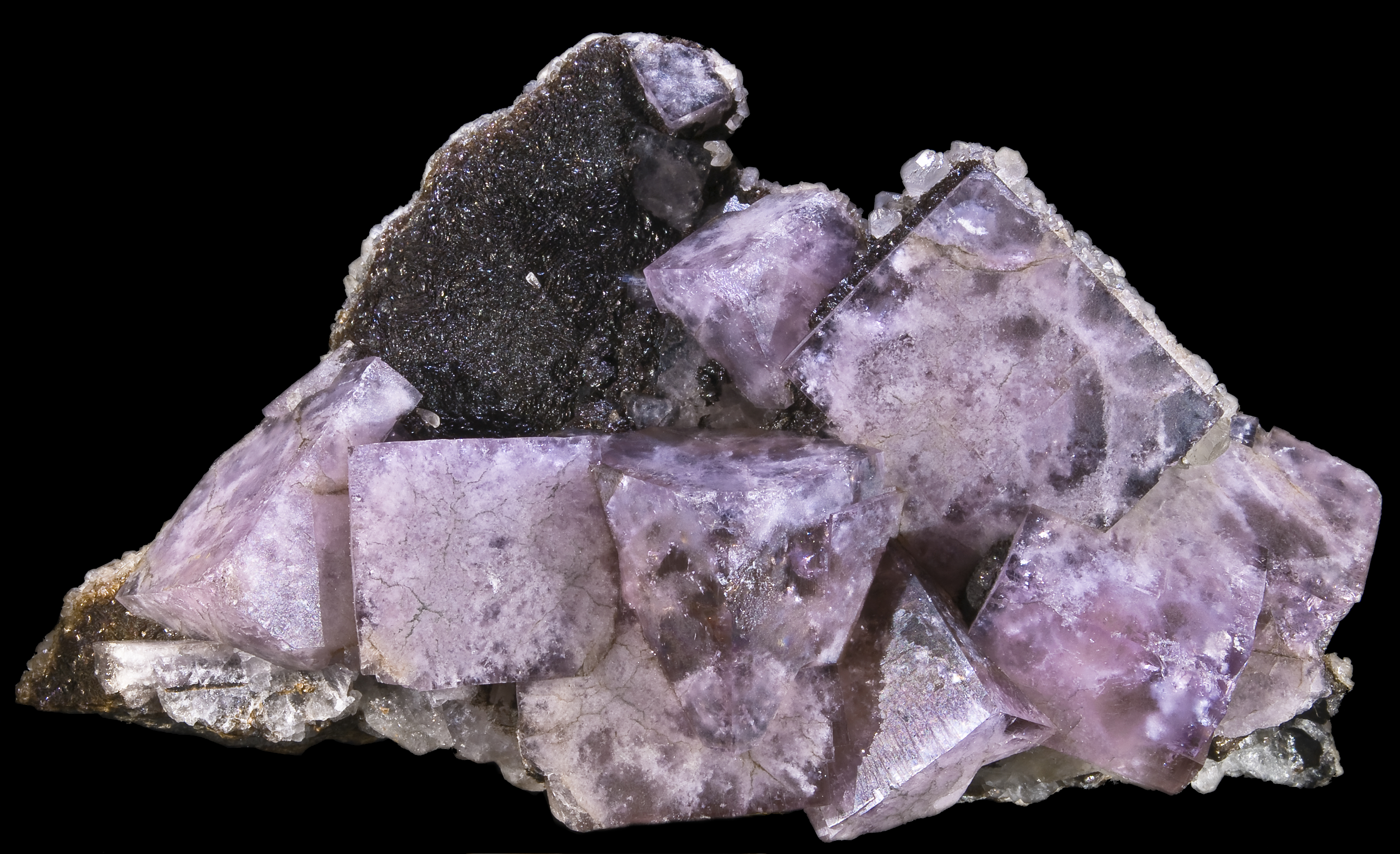
Cristalli di fluorite lilla. Dimensioni: 15 × 8 cm.
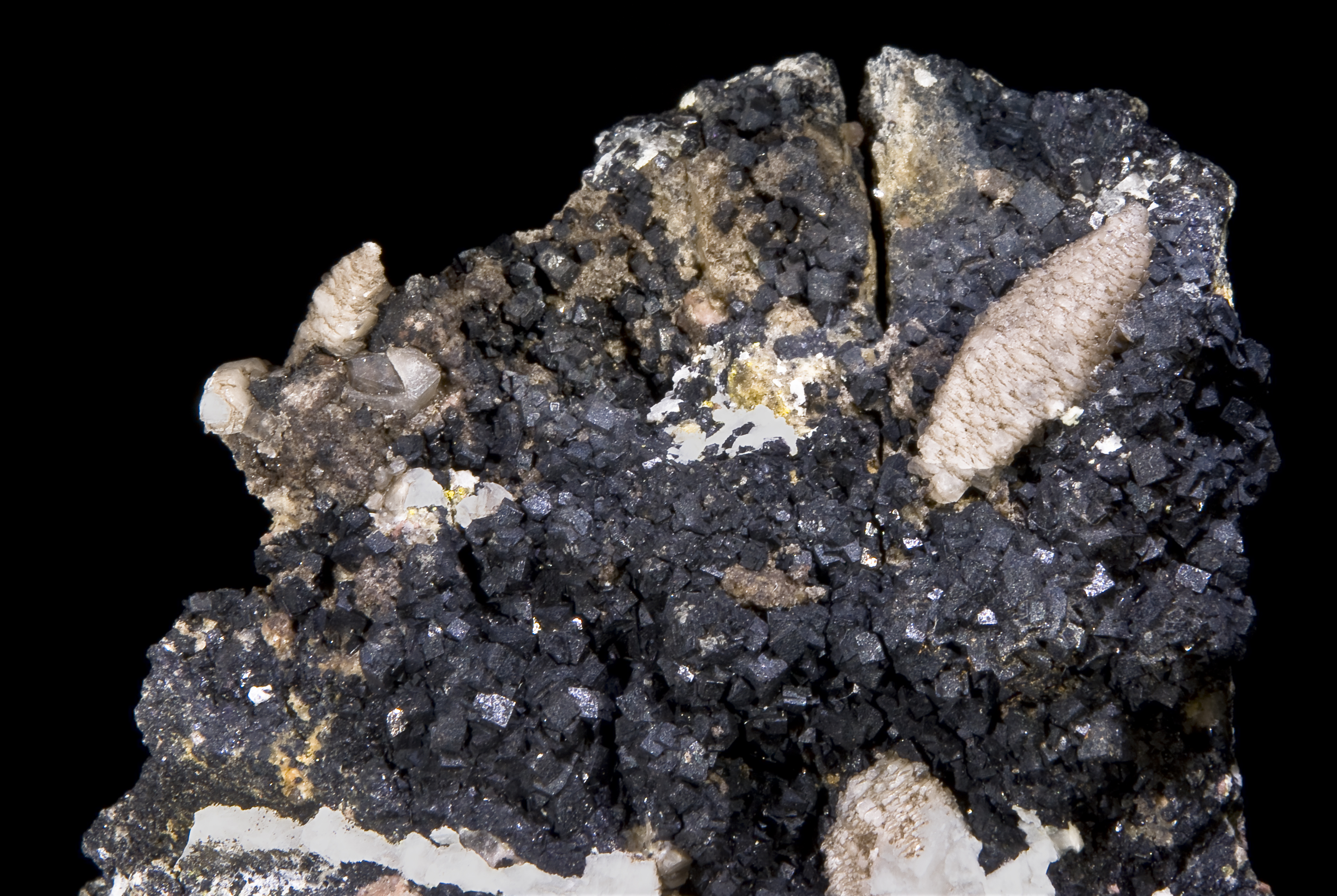
Antozonite (stinkspar o fluorite fetida). Dimensioni: 6 × 5,5 cm.